# Oxyolena
Oxyolena is een geslacht van rechtvleugeligen uit de familie veldsprinkhanen (Acrididae). De wetenschappelijke naam van dit geslacht is voor het eerst geldig gepubliceerd in 1893 door Karsch.

## Soorten
Het geslacht Oxyolena  is monotypisch en omvat slechts de volgende soort:
- Oxyolena mucronata (Karsch, 1893)